# Висока (Мендзижецький повіт)
Висока (пол. Wysoka) — село в Польщі, у гміні М'єндзижеч Мендзижецького повіту Любуського воєводства.
Населення — 180 осіб (2011).
У 1975-1998 роках село належало до Гожовського воєводства.

## Демографія
Демографічна структура станом на 31 березня 2011 року:
|          | Загалом | Допрацездатний вік | Працездатний вік | Постпрацездатний вік |
| -------- | ------- | ------------------ | ---------------- | -------------------- |
| Чоловіки | 89      | 15                 | 63               | 11                   |
| Жінки    | 91      | 13                 | 55               | 23                   |
| Разом    | 180     | 28                 | 118              | 34                   |